# Mihail Aleksandrovič Bonč-Brujevič
Mihail Aleksandrovič Bonč-Brujevič  (ruski: Михаил Александрович Бонч-Бруевич, 21. veljače 1888., Orel - 17. ožujka 1940., Lenjingrad) bio je pionir sovjetske radio-tehnike, dopisni član Akademije znanosti SSSR-a, profesor na Moskovskom tehničkom sveučilištu i Lenjingradskom institutu telekomunikacija, doktor tehničkih nauka.

## Biografija
Mihail Aleksandrovič Bonč-Brujevič se rodio u gradu Orel 21. veljače 1888. Završio je Kijevsku trgovačku školu, junker Nikolajevske inženjerijske škole u Petrogradu je postao 1906. Po završetku škole u činu potporučnika služio je u Irkutsku u 2. četi za veze 5. Sibirskog inženjerijskog bataljona. U činu poručnika 1912. upisao se u Časničku elektrotehničku školu, poslije koje je 1914. bio imenovan pomoćnikom načelnika Tverske radiostanice.
U okviru radiostanice organizirao je radionicu za izradu elektronskih cijevi. U kolovozu 1918. se s radionicom preselio u Nižnji Novgorod, gdje je u razdoblju 1918. – 1928. rukovodio znanstveno-tehničkim radom u Nižegorodskom radiolaboratoriju (ruski: Нижегородская радиолаборатория). U 1918. godini je predložio shemu prekidačkog uređaja koji ima dva radna stanja. Taj uređaj je kasnije nazvan Triger. Pod njegovim rukovodstvom je bila projektirana i 1922. postavljena u Moskvi prva radiostanica velike snage od 12 kW (Šuhovljev toranj).
Od 1922. bio je profesor na Moskovskom tehničkom sveučilištu.
Na Nižegorodskom sveučilištu je vodio katedru radio-tehnike (do 1925.) i katedru elektrotehnike (1926. – 1928.).
Od 1930. do 1932. po zadatku Akademije znanosti SSSR-a vršio je istraživanja gornjih slojeva atmosfere i ionosfere radio-eho metodom. Bavio se ultrakratkim valovima i njihovom praktičnom primjenom, a s tim u vezi istraživao je i oblast radiolokacije.
Od 1931. do smrti 1940. profesor Bonč-Brujevič bio je na čelu katedre za teorijsku radiotehniku Lenjingradskog elektrotehničkog instituta telekomunikacija, vodio je radio-fakultet i bio zamjenik direktora instituta za nastavna pitanja. Od 1931. bio je dopisni član AZ SSSR.
U počast Mihailu Aleksandroviču Bonč-Brujeviču, 8. lipnja 1940. Savjet narodnih komesara njegovim imenom nazvao je Sankt Peterburški državni institut telekomunikacija.

## Radovi
Napisao je i objavio preko 80 znanstvenih radova i knjiga. Patentirao je i predao industriji oko 60 proizvoda.
- "Elementi radio-tehnike" (ruski: Элементы радиотехники, ч. 1—2), Moskva, 1936.
- "Primjena elektronskih releja u prijemu radiotelegrafije" (ruski: Применение катодных реле в радиотелеграфном приеме, "Вестник военной радиотелеграфии и электротехники"), 1917.
- "Predajnik s elektronskim cijevima Moskovske radiotelefonske stanice" (ruski: Ламповый передатчик Московской радиотелефонной станции, "Телеграфия и телефония без проводов"), 1923.
- "Elektronske cijevi velike snage s vanjskom bakarnom anodom" (ruski: Мощные лампы с внешним медным анодом, "Телеграфия и телефония без проводов"), 1924.
- "Izučavanje složenih pravokutnih antena s identičnim vibratorima" (ruski: Изучение сложных прямоугольных антенн с идентичными вибраторами, "Телеграфия и телефония без проводов"), 1928.
- "O prvim eksperimentima u SSSR u merenju visine Hevisajdovog sloja" (ruski: О первых опытах в СССР по измерению высоты Хевисайдова слоя) u knjizi "Znanstveno-tehnički zbornik Lenjingradskog elektrotehničkog instituta" (Научно-технический сборник Ленинградского электротехнич. ин-та связи, вып. 1), Lenjingrad, 1933.

## Porodica
Sin: Aleksej Mihajlovič Bonč-Brujevič, sovjetski fizičar, stručnjak u kvantnoj elektronici i fizičkoj optici, dobitnik Državne nagrade SSSR (1974.).

## Vanjske poveznice
|  | Zajednički poslužitelj ima još gradiva o temi Mihail Aleksandrovič Bonč-Brujevič |

- Mihail Aleksandrovič Bonč-Brujevič na web stranici publ.lib.ru
- Sveučilište Mihail Aleksandrovič Bonč-Brujevič u Sankt-Peterburgu  Arhivirana inačica izvorne stranice od 15. rujna 2008. (Wayback Machine)
- Biografija na web strani "Iz povijesti radio-lokacije i radio-navigacije"